# ملاقات در البه
ملاقات در البه (انگلیسی: Encounter at the Elbe) یک فیلم روسی به کارگردانی گریگوری الکساندرف، محصول سال ۱۹۴۹ است.